# Bundesvision Song Contest 2008
Der 4. Bundesvision Song Contest fand am 14. Februar 2008, 21:00 Uhr in der TUI-Arena in Hannover statt. Die auftretenden Interpreten und die von ihnen vertretenden Länder wurden vom 21. Januar bis zum 13. Februar 2008 in der Sendung TV total vorgestellt. Der Bundesvision Song Contest 2008 wurde von Stefan Raab und Johanna Klum moderiert. Im Green Room war Elton. Zu Beginn der Veranstaltung wurde der Ministerpräsident Niedersachsens Christian Wulff in der Arena begrüßt und als „Schirmherr“ des Wettbewerbs vorgestellt.

Bundesvision Song Contest 2008

Clueso trat nach 2005 bereits zum zweiten Mal für sein Heimatland Thüringen an. Peter Brugger, Sänger der Sportfreunde Stiller, vertrat Bayern nach seinem Auftritt mit TipTop 2006 ebenfalls zum zweiten Mal. Des Weiteren war Mamadee, welche 2005 bereits teilnahm, mit ihrer Gruppe Sisters erneut vertreten. Der Bundesvision Song Contest 2008 wurde von Subway to Sally gewonnen. Favoriten und etablierte Gruppen und Künstler wie die Sportfreunde Stiller, Laith Al-Deen oder momentan erfolgreiche Starter wie Culcha Candela erreichten gegenüber vielen Newcomern hintere Platzierungen. Dies war der bisher einzige Bundesvision Song Contest ohne eines der "alten" Bundesländer in den Top 3.
Die Show wurde von durchschnittlich 1,58 Millionen Zuschauern gesehen (8,0 % Marktanteil). In der Zielgruppe der 14- bis 49-Jährigen konnten 1,31 Millionen Zuschauer gemessen werden (15 % Marktanteil). Seit dem ersten Wettbewerb 2005 fielen die Zuschauerzahlen kontinuierlich, der Marktanteil konnte jedoch von 7,6 % im Vorjahr auf 8,0 % steigen. Am 29. Februar 2008 platzierten sich 12 der 16 teilnehmenden Titel in der Top 100 der deutschen Charts, 8 davon sogar in der Top 50. Clueso und Das Bo stiegen direkt auf Platz 15 bzw. 16 ein.

## Teilnehmer
| Platz | Startnr. | Repräsentiertes Land   | Interpret                       | Herkunft der Teilnehmer            | Lied Komponisten | Punkte |
| ----- | -------- | ---------------------- | ------------------------------- | ---------------------------------- | --- | ------ |
| 1.    | 09       | Brandenburg            | Subway to Sally                 | Potsdam (Brandenburg)              | Auf Kiel Bodenski, Eric Fish, Gerit Hecht, Milan Polak, Simon Michael Schmitt, Fabio Trentini                                                    | 147    |
| 2.    | 12       | Thüringen              | Clueso                          | Erfurt (Thüringen)                 | Keinen Zentimeter Marcel Aue, Daniel Bätge, Christoph Bernewitz, Clueso, Christian Kohlhaas, Ralf Christian Mayer, Philipp Milner, Paul Tetzlaff | 146    |
| 3.    | 06       | Sachsen-Anhalt         | Down Below                      | Dessau-Roßlau (Sachsen-Anhalt)     | Sand in meiner Hand Matthias Lindblom, Neo Scope, Steve van Velvet, Andreas Wollbeck                                                             | 096    |
| 4.    | 16       | Niedersachsen          | Madsen                          | Clenze (Niedersachsen)             | Nachtbaden Sebastian Madsen | 094    |
| 5.    | 02       | Mecklenburg-Vorpommern | Jennifer Rostock                | Zinnowitz (Mecklenburg-Vorpommern) | Kopf oder Zahl Johannes Walter-Müller, Jennifer Weist                                                                                            | 079    |
| 6.    | 08       | Schleswig-Holstein     | Panik                           | Neumünster (Schleswig-Holstein)    | Was würdest du tun? David Bonk, Christian Linke, Juri Schewe, Timo Sonnenschein, Jan Werner, Frank Ziegler                                       | 075    |
| 7.    | 14       | Berlin                 | Culcha Candela                  | Berlin                             | Chica Don Cali, DJ Chino, Mateo Jaschik, Lafrotino, Larsito, Mr. Reedoo, Johnny Strange, David Vogt                                              | 066    |
| 8.    | 03       | Hessen                 | Rapsoul                         | Hessen/Bayern                      | König der Welt Christoph Bauss | 051    |
| 9.    | 15       | Baden-Württemberg      | Laith Al-Deen                   | Karlsruhe (Baden-Württemberg)      | Du Laith Al-Deen, Christian Bömkes | 046    |
| 10.   | 13       | Bayern                 | Sportfreunde Stiller            | Germering (Bayern)                 | Antinazibund Peter Brugger, Rüdiger Linhof, Florian Weber                                                                                        | 032    |
| 11.   | 07       | Bremen                 | Paulsrekorder                   | Bremen                             | Anna Frederik Gerrit Deluweit, David Jürgens | 020    |
| 12.   | 01       | Hamburg                | Das Bo                          | Hamburg                            | Ohne Bo Das Bo, Michael Kunze, Aron Strobel, Stefan Zauner                                                                                       | 019    |
| 13.   | 11       | Rheinland-Pfalz        | Peilomat                        | Hamburg                            | Jenny Michelle Leonard, Kiko Masbaum, Florian Peil, Alex von Soos, Götz von Sydow                                                                | 017    |
| 14.   | 10       | Nordrhein-Westfalen    | Sisters                         | Nordrhein-Westfalen                | Unite Matthias Arfmann, Nicole Hadfield, Meli, Namusoke Mhina, Noahso, Tamika Renee, Pielina Schindler, Mamadie Wappler                          | 016    |
| 15.   | 04       | Saarland               | Casino Zero                     | Saarland                           | Gib mir einen Blick Martin Kallenborn | 012    |
| 15.   | 05       | Sachsen                | Far East Band feat. Dean Dawson | Leipzig (Sachsen) & Berlin         | Unfassbar Philip Böllhoff, Dean Dawson, Sipho Sililo                                                                                             | 012    |

Farblegende:  – Herkunftsland des Künstlers entspricht nicht (oder nur zum Teil) dem Land, welches er repräsentiert.

## Punktetabelle
| Hamburg                | 19  | 12 | 1  |    |    |    |    | 6  |    |    |    |    |    |    |    |    |    |
| Mecklenburg-Vorpommern | 79  | 7  | 12 | 3  | 3  | 5  | 6  | 4  | 7  | 7  | 2  |    | 7  | 2  | 6  | 7  | 1  |
| Hessen                 | 51  |    | 3  | 12 | 7  | 1  | 8  | 1  | 2  | 2  |    | 4  | 1  | 1  | 2  | 1  | 6  |
| Saarland               | 12  |    |    |    | 12 |    |    |    |    |    |    |    |    |    |    |    |    |
| Sachsen                | 12  |    |    |    |    | 12 |    |    |    |    |    |    |    |    |    |    |    |
| Sachsen-Anhalt         | 96  | 4  | 7  | 6  | 5  | 7  |    | 5  | 6  | 12 | 5  | 7  | 8  | 6  | 5  | 6  | 7  |
| Bremen                 | 20  | 3  |    |    |    |    | 12 |    | 1  |    |    |    |    |    |    |    | 4  |
| Schleswig-Holstein     | 75  | 5  | 4  | 2  | 4  | 3  | 3  | 12 | 4  | 5  | 6  | 2  | 5  | 4  | 7  | 4  | 5  |
| Brandenburg            | 147 | 6  | 8  | 10 | 8  | 10 | 5  | 10 | 12 | 8  | 12 | 10 | 10 | 10 | 10 | 8  | 10 |
| Nordrhein-Westfalen    | 16  | 1  |    | 1  |    |    |    |    |    |    | 10 | 1  |    |    | 1  | 2  |    |
| Rheinland-Pfalz        | 17  |    |    |    |    |    | 2  |    |    |    | 3  | 12 |    |    |    |    |    |
| Thüringen              | 146 | 10 | 10 | 8  | 10 | 8  | 10 | 8  | 10 | 10 | 8  | 8  | 12 | 8  | 8  | 10 | 8  |
| Bayern                 | 32  |    | 2  |    | 2  | 6  |    |    | 3  | 3  |    |    | 4  | 12 |    |    |    |
| Berlin                 | 66  | 2  | 5  | 4  |    | 2  | 4  | 3  | 8  | 4  | 4  | 5  | 3  | 5  | 3  | 12 | 2  |
| Baden-Württemberg      | 46  |    |    | 7  | 1  |    | 1  | 2  |    | 1  | 1  | 6  | 2  | 7  | 12 | 3  | 3  |
| Niedersachsen          | 94  | 8  | 6  | 5  | 6  | 4  | 7  | 7  | 5  | 6  | 7  | 3  | 6  | 3  | 4  | 5  | 12 |

## Chartplatzierungen
| Jahr | Titel Album                                     | Höchstplatzierung, Gesamtwochen, AuszeichnungChartplatzierungen (Jahr, Titel, Album, Platzierungen, Wochen, Auszeichnungen, Anmerkungen, Künstler / Repräsentiertes Land) | Höchstplatzierung, Gesamtwochen, AuszeichnungChartplatzierungen (Jahr, Titel, Album, Platzierungen, Wochen, Auszeichnungen, Anmerkungen, Künstler / Repräsentiertes Land) | Höchstplatzierung, Gesamtwochen, AuszeichnungChartplatzierungen (Jahr, Titel, Album, Platzierungen, Wochen, Auszeichnungen, Anmerkungen, Künstler / Repräsentiertes Land) | Anmerkungen                                                    | Künstler Repräsentiertes Land           |
| Jahr | Titel Album                                     | DE | AT | CH | Anmerkungen                                                    | Künstler Repräsentiertes Land           |
| ---- | ----------------------------------------------- | --- | --- | --- | -------------------------------------------------------------- | --------------------------------------- |
| 2008 | Auf Kiel Bastard                                | DE44 (5 Wo.)DE | — | — | BuViSoCo 2008: Platz 1 Erstveröffentlichung: 1. Februar 2008   | Subway to Sally Brandenburg             |
| 2008 | Keinen Zentimeter So sehr dabei                 | DE15 (11 Wo.)DE | AT48 (1 Wo.)AT | — | BuViSoCo 2008: Platz 2                                         | Clueso Thüringen                        |
| 2008 | Sand in meiner Hand Sinfony²³ (Limited-Edition) | DE42 (3 Wo.)DE | — | — | BuViSoCo 2008: Platz 3 Erstveröffentlichung: 2007              | Down Below Sachsen-Anhalt               |
| 2008 | Nachtbaden Frieden im Krieg                     | DE60 (2 Wo.)DE | AT74 (1 Wo.)AT | — | BuViSoCo 2008: Platz 4 Erstveröffentlichung: 15. Februar 2008  | Madsen Niedersachsen                    |
| 2008 | Kopf oder Zahl Ins offene Messer                | DE48 (5 Wo.)DE | AT69 (2 Wo.)AT | — | BuViSoCo 2008: Platz 5                                         | Jennifer Rostock Mecklenburg-Vorpommern |
| 2008 | Was würdest du tun? Panik                       | DE28 (5 Wo.)DE | — | — | BuViSoCo 2008: Platz 6 Erstveröffentlichung: 22. Februar 2008  | Panik Schleswig-Holstein                |
| 2008 | Chica Culcha Candela                            | DE21 (9 Wo.)DE | AT46 (4 Wo.)AT | — | BuViSoCo 2008: Platz 7 Erstveröffentlichung: 22. Februar 2008  | Culcha Candela Berlin                   |
| 2008 | König der Welt Achterbahn                       | DE38 (3 Wo.)DE | — | — | BuViSoCo 2008: Platz 8 Erstveröffentlichung: 15. Februar 2008  | Rapsoul Baden-Württemberg               |
| 2008 | Du Die Liebe zum Detail                         | DE70 (1 Wo.)DE | — | — | BuViSoCo 2008: Platz 9 Erstveröffentlichung: 15. Februar 2008  | Laith Al-Deen Hessen                    |
| 2008 | Antinazibund –                                  | DE75 (2 Wo.)DE | — | — | BuViSoCo 2008: Platz 10 Erstveröffentlichung: 22. Februar 2008 | Sportfreunde Stiller Bayern             |
| 2008 | Anna Hier und oben                              | DE72 (1 Wo.)DE | — | — | BuViSoCo 2008: Platz 11                                        | Paulsrekorder Bremen                    |
| 2008 | Ohne Bo Dumm aber schlau                        | DE16 (8 Wo.)DE | — | — | BuViSoCo 2008: Platz 12 Erstveröffentlichung: 15. Februar 2008 | Das Bo Hamburg                          |

### Besonderheiten
Auf Kiel hat die niedrigste Chartplatzierung aller Gewinnertitel vorzuweisen.